# Penkefitz
Penkefitz ist ein niedersächsisches Dorf im Hannoverschen Wendland, das seit der Gemeindegebietsreform, die am 1. Juli 1972 in Kraft trat, ein Ortsteil der Stadt Dannenberg (Elbe) ist. Das von Fachwerkhäusern geprägte Wurtendorf liegt inmitten des Naturparks Wendland.Elbe an einem toten Arm der Elbe, der sogenannten Tauben Elbe. Bis 1989 lag Penkefitz unmittelbar an der innerdeutschen Grenze.
Zu Penkefitz gehört die direkt am Elbdeich liegende und aus mehreren Höfen bestehende Siedlung Strachauer Rad. Die zwei ausgedeichten Höfe waren vom Elbhochwasser im Jahr 2002 und 2006 besonders betroffen.
Größere Bekanntheit erhielt Penkefitz durch die ARD-Kinder- und Jugendserie Penkefitz Nr. 5 (1982), die in einem Kinderheim in Penkefitz spielt.

## Persönlichkeiten
- Bernard Fathmann (* 1948), Diplom-Pädagoge und niederdeutscher Autor